# 堀越高等学校
堀越高等学校（ほりこしこうとうがっこう、英: Horikoshi High School）は、東京都中野区中央に所在する私立高等学校。設置者は学校法人堀越学園。略称は「堀越」。
芸能活動のため通学が困難な芸能人などに対応した「トレイトコース」を設置している。

## 沿革
- 1923年（大正12年）4月 - 和洋裁縫女学院（和洋女子大学、和洋九段女子中学校・高等学校、和洋国府台女子中学校高等学校の前身）創設者の堀越千代が堀越高等学校の前身となる堀越高等女学校を創立。
- 1947年（昭和22年） - 新学制により堀越中学校・堀越高等学校に改組。
- 1951年（昭和26年）3月 - 私立学校法の制定により学校法人堀越学園となる。
- 1954年（昭和29年） - ほりこし幼稚園開設。
- 1955年（昭和30年）4月 - 高等学校定時制課程を設置。
- 1957年（昭和32年）4月 - 男子部を設置。
- 1959年（昭和34年）9月 - 普通科課程、商業科課程を設置。
- 1973年（昭和48年）4月 - 創立50周年。「体育コース」と芸能人用の「Dコース」を設置。
- 1987年（昭和62年）3月 - 中学校を廃止。
- 1992年（平成4年）8月 - 校舎外装、食堂、スタンド改修工事が竣工。
- 2014年（平成26年）4月 - 校舎新築のため、平成26年度1学期（7月）で本校舎での授業を終了。2学期（9月）から旧：中野区立第九中学校の校舎を借り受け授業を再開。ほりこし幼稚園を廃止する[3]。
- 2016年（平成28年）8月 - 新校舎が落成し、平成28年度2学期（9月）より中央二丁目の校舎へ再移転。

## 設置学科
普通科
総合コース
進学（大学・専門学校）または就職を目指している生徒のためのコース。「明星大学」と「東京工学院専門学校」にそれぞれ1日体験入学する。
体育コース
スポーツの世界で活躍したい生徒のためのコース。体育コース生のみで構成する部活動も存在する。中野本校舎は校庭が狭く、特殊ゴム素材のため、サッカー・野球・陸上部等は、通常、八王子市館町の兄弟校「穎明館高等学校」と同じ敷地内にある、堀越学園八王子学習センターで授業を含む学園生活を過ごす。中野本校の生徒とはまた違う学園生活を送っている。校舎を含む施設を穎明館高校の生徒と共同使用する事も多い。ただし、学園生活の枠での穎明館高校の生徒との交流はない。
トレイトコース
trait＝「特性」の意。旧：Dコース。俳優・歌手・スポーツ選手など、プロフェッショナルの世界で活躍する生徒のための特別コース。単位制。選択科目を増やすなど、カリキュラムの柔軟性を高めて勉学意欲を引き出す一方、プロとして活躍するために必要な礼儀作法の躾にも配慮している。在学時に芸能活動等で忙しく補講を受けられない状態であれば、学校側の判断により全く出席しなくても進級・卒業できるケースがある。1クラス制で生徒数は40～50名。1クラスを3学年に分け、それぞれの学年に担任教員が配属されている。トレイトコースでは1学年から3学年まで一つの教室に集まり朝のホームルームが行われる。そしてホームルーム終了後1学年から3学年はそれぞれの学年が別々の教室で授業を受ける。

## 校則
1. 学校周辺のコンビニ立ち寄り禁止（教師による見張りがある）[4]。
2. 登下校中のコンビニ以外の施設・店舗の立ち寄り禁止（教師による見張りがある）[4]。
3. 女子生徒は髪の毛を束ねること。また化粧も禁止（教師による検査がある）。
4. ピアスやイヤリングは禁止（教師による検査がある）。
5. 男子生徒は耳に髪の毛がかかってはいけない。前髪は眉毛より上。もみあげは耳珠より上。また、襟足はワイシャツの襟にかからない等（月一で教師による検査が男女共にあり、三年間で一度でもパスしなかった場合は卒業ができない）。
  - トレイトコース生徒は申し出がある場合のみ除外。
6. iPod・ラジカセ・携帯ゲーム機・お菓子・漫画・自分の部活に関係しない雑誌・その他学業に関係のない不要物の持ち込み禁止。携帯電話の持ち込みは可。
7. 服装で、男子生徒は腰パン、女子生徒はミニスカートが禁止（教師による検査がある）。
8. 他教室出入り禁止。
9. 登校から下校まで生徒手帳必携。
10. 学年指定通学路以外の通行は禁止（教師による見張りがある）。
11. 特に男女交際は厳禁である。発覚の際はほとんどの場合、退学処分を言い渡される。
12. 茶髪や金髪禁止（トレイトコースは仕事の事情で許可される場合があるが仕事が終わると色を戻さなくてはいけない）。
13. アルバイトは申請書提出による許可制。

なお、校則違反者は面談を行い、生徒指導部よりその後の判断が下される。

### 訴訟
2021年に、男女交際を禁じる校則に違反したとして自主退学を勧告された元生徒の女性が、学校法人に対して損害賠償を求める訴訟を提起した。2019年11月に当時3年生だった女性と男子生徒の交際について面談が行われ、男女交際を禁じる校則に違反したとして自主退学が勧告された。大学の推薦も取り消されたため、女性は自主退学して別の高校に編入した。
2022年11月30日、東京地裁は、教育的指導などをすることなく自主退学の勧告をしたことは社会通念上著しく妥当性を欠くとして、高校側に約98万円の損害賠償を命じた。男女交際禁止の校則に関しては、生徒を学業に専念させるものとして合理的で有効であると判断した。

## 学校行事
1年生は例年5月に「菅平」教室が行われる。ダボスマラソン、「根子岳」への登山、ラグビー(男子)、サッカー(女子)が行われている。2年生は2泊3日で校外学習を行う。2019年までは「長野県」、「岐阜県」エリアの訪問だったが、2020年からは「福島県」エリアの訪問に変更された。校外学習では、陶芸体験や田植え体験、その地域の散策などが行われている。3年生では、5月に研修旅行が実施される。例として平成30年度旅行先は「アメリカ」東海岸縦断Aコース、Bコース（Aコースは南下、Bコースは北上である。巡る場所は両者同一）、「オーストラリア」「北海道」「沖縄」の4箇所から選ぶ（過去には韓国、ハワイ、欧州、九州も旅行先として存在していた）。
体育コースは修学旅行を1月に大阪2泊3日で実施する。
全コース共通で例年9月に堀越祭と言われている文化祭が行われ、文化祭の2週間後を目処に体育祭も行われている。

## 特色
登下校や学校への出入りを行う際は校門前に立ち止まり校舎、校章、国旗に一礼する文化がある。

## ゆるキャラ

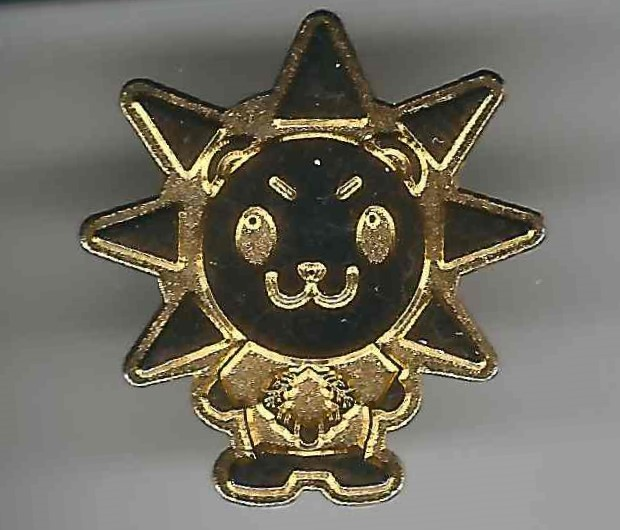
ホリオンのピンバッジ

ホリオン
「ホリオン」は太陽とライオンが組み合わさったゆるキャラである。校訓の「太陽の如く生きよう」にかけられている。
サイズ
他のゆるキャラに比べ全体に対し顔の占める面積が大きいのが特徴である。
各クラスに飾られているホリオンのぬいぐるみは約30cm程である。頭身は2頭身程度。
ホリオンの着ぐるみに関しては中の人によって異なるが平均的に頭頂部までの高さは180cm程度であり、頭から延びる角のような部分(推定20cm)も含めると約2mである。頭身は2.5頭身程度
グッズ
ホリオングッズ（非売品）は行事などで生徒に配布される事がある。種類としては「ホリオンピンバッジ」「ホリオンシャーペン」「ホリオン付箋」「ホリオンタオル」などがある。
ぬいぐるみ、着ぐるみ
ホリオンのぬいぐるみが各クラスに飾られている。ホリオンのぬいぐるみはクラスによってかなり待遇が違っており、季節のイベントによって教師や生徒が服を着せるクラスなどもある。中には着飾ったファンキーなホリオンや汚損等を防止するためケースに入れられ飾られているホリオンなどもいて、学級によってかなり待遇が異なる。なお、ホリオンぬいぐるみの配置場所で最も多いのは黒板の上である。
ホリオンには着ぐるみもあり、行事や学校説明会などでしばしば出没する。中の人に関しては諸説あるが教職員ではないとされている。なお毎回挙動が異なる為中の人については同一人物でない。中の人の活動限界は季節により異なるが最高でも20分程度が限界でありその制約などの都合上なかなか表舞台に出ることができない。
普段は灰色の布製袋に入れて保管されている。平成30年度入学式ではホリオンの出没は確認されていない。

## 部活動
野球部
選抜高等学校野球大会に出場。
（1969年〈第41回〉：準優勝、1970年〈第42回〉、1975年〈第47回〉、1988年〈第60回〉、1992年〈第64回〉）
全国高等学校野球選手権大会に出場。
（1967年〈第49回〉、1975年〈第57回〉、1988年〈第70回〉、1993年〈第75回〉、1997年〈第79回〉）
サッカー部
全国高等学校サッカー選手権大会に出場（1989年、1991年、2020年、2021年、2023年 : 準決勝進出3位、2024年）

全国高等学校総合体育大会（インターハイ）に出場
（1991年、1992年、1995年、2004年）
ゴルフ部
女子ゴルフ部が、全国高等学校ゴルフ選手権大会にて優勝。
（1986年、1991年、1992年、1993年、1994年）

## 関連校
- 穎明館中学・高等学校

元学園長の堀越克明によってイギリスの名門パブリックスクールであるイートン校をモデルに設立された。なお、群馬県にある学校法人堀越学園（同名学校法人）は、法人責任者が同姓であるだけで関係はない。

## アクセス
出典 : 
鉄道
- 東日本旅客鉄道（JR東日本）中央線、東京メトロ東西線 中野駅下車。中野駅南口から徒歩15分。
- 東京メトロ丸ノ内線、都営地下鉄大江戸線 中野坂上駅下車徒歩12分。

バス
| 運行事業者 | 乗車駅     | 系統 | 下車停留所            |
| ---------- | ---------- | ---- | --------------------- |
| 関東バス   | 新宿駅西口 | 宿05 | 「堀越学園」、徒歩2分 |
| 京王バス   | 渋谷駅     | 渋64 | 「堀越学園」、徒歩2分 |

## ギャラリー

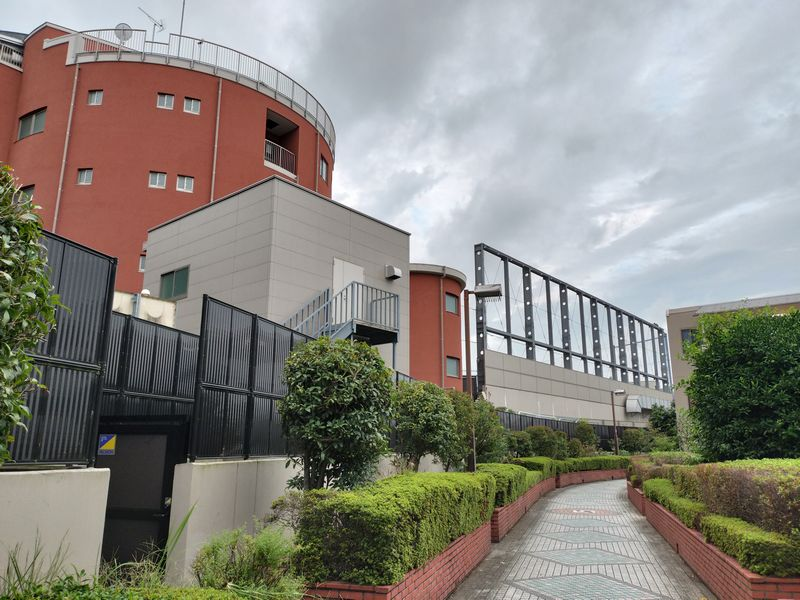
北側